# Illumina (empresa)
Illumina Inc. és una empresa nord-americana la seu de la qual s'allotja a San Diego, Califòrnia. Fou fundada el 1998 i s'encarrega de desenvolupar, fabricar i comercialitzar sistemes integrats per a l'anàlisi de variacions genètiques i funcions biològiques. Utilitzant les seves tecnologies, la companyia proporciona una línia de productes i serveis que distribueixen als mercats de sequenciació, genotipificació i expressió genètica. Els clients inclouen centres de recerca genòmica, empreses farmacèutiques, institucions acadèmiques, organitzacions de recerca clínica i empreses biotecnològiques. Les seves eines proporcionen als investigadors la capacitat per realitzar les proves genètiques pertinents per extreure informació mèdica vàlida en avenços de genòmica i proteòmica.

## Història
Illumina va ser fundada l'abril de 1998 per David Walt, Larry Bock, John Stuelpnagel, Anthony Czarnik i Mark Chee. Mentre treballaven amb CW Group, una empresa de capital de risc, Bock i Stuelpnagel van plantejar-se els beneficis que podien extreure de la teconologia Illumina BeadArray a la Universitat Tufts, i van negociar una llicència exclusiva per aquella tecnologia. D'aquesta manera, Illumina completà la seva oferta pública inicial el juliol de l'any 2000.
Illumina començà comercialitzant polimorfismes de nucleòtids simples (SNP) el 2001, i no va ser fins al 2002 quan va llançar el seu primer sistema, l'Illumina BeadLab, en què emprava la tecnologia GoldenGate Genotyping. 
No va ser fins al 2007 que Illumina va buscar la seva expansió consolidad en el mercat, any en què va completar l'adquisició de Solexa Inc., que havia estat també fundada el 1998 per Shankar Balasubramanian i David Klenerman, i que desenvolupava i comercialitzava tecnologia de seqüenciació genònimica inventada pels mateixos fundadors a la Universitat de Cambridge. 
L'any 2009, Illumina va anunciar el llançament del seu Servei Personal de Seqüenciació Genòmica Completa amb una profunditat de 30X per 48.000$ per genoma, rebaixant en picat el preu a 19.500$ l'any següent. Es tractava encara d'un preu de comercialització massa elevat, però la previsió més probable era la disminució substancial del preu durant els propers anys, degut això a aspectes d'economies d'escala i donada la competència amb altres empreses com Complete Genomics i Knome. Dos anys després, el 2011, i seguint aquestes previsions, era de 4.000$.
També l'any 2011, adquirí Epicentre Biotechonologies (allotjada a Wisconsin).
El gener de 2012, Hoffmann-La Roche va realitzar una oferta per comprar Illumina per 44.50$ per participació, és a dir,  aproximadament 5.7 bilions de dòlars. Roche va insistir amb altres tàctiques, incloent elevar la seva oferta a 51$ la participació, el que suposaven aproximadament 6.8 bilions. Illumina finalment va decidir refusar l'oferta, per la qual cosa Roche va abandonar-la l'abril del mateix any.
Dos anys després, el 2014, l'empresa va anunciar un producte d'ingressos multimilionaris, el HiSeqX Deu, la previsió del qual podria proporcionar la totalitat de seqüenciació de genomes llargs per uns 1000$ cada genoma. L'empresa va assegurar que 40 d'aquestes màquines serien capaces de seqüènciar més genomes en un any dels que s'havien produït per tota la resta de seqüenciadors fins a la data. Per aquestes dates, Illumina ja va suportar el 70% del mercat quant a màquines de seqüencació. Per altra banda, les seves màquines comptaven amb més del 90% de totes les dades de DNA produïdes.

## Productes
Illumina actualment ofereix productes basats en microarrays i una gamma de serveis a fi d'expandir l'anàlisi de seqüenciació genètica. Això inclou SNPs, expressió de gens i anàlisi de proteïnes. La tecnologia darrere d'aquests sistemes de seqüenciació de DNA implica la lligació d'un fragment d'àcid nucleic a un xip, seguit de l'addició d'un encebador i la incorporació seqüencial de dNTPs fluorescents que són detectats un a un.